# Кубок Таїланду з футболу 2016
Кубок Таїланду з футболу 2016 — 24-й розіграш кубкового футбольного турніру в Таїланді. 

## Дострокове завершення турніру
У жовтні у зв'язку зі смертю короля Пуміпон Адуньядет, Футбольна асоціація Таїланду ухвалила рішення закінчити турнір на стадії півфіналів. Переможець Кубка серед чотирьох півфіналістів повинен був визначитись методом жеребкування. Однак на наступний день 15 жовтня Футбольна асоціація Таїланду вирішила порадитись із командами, як вчинити у цьому випадку. Після обговорення Футбольна асоціація Таїланду дійшла до рішення, що чотири півфіналісти були нагороджені як співпереможці Кубка Таїланду з футболу 2016. Жеребкування проводилось для того, щоб визначити серед переможців команду, яка буде представляти країну у Лізі чемпіонів АФК 2017. Вибір впав на Сукхотхай.

## Календар
| Раунд                 | Дата            | Матчі | Клуби   |
| --------------------- | --------------- | ----- | ------- |
| Кваліфікаційний раунд | 18 травня 2016  | 8     | 72 → 64 |
| Перший раунд          | 15 червня 2016  | 32    | 64 → 32 |
| 1/16 фіналу           | 13 липня 2016   | 16    | 32 → 16 |
| 1/8 фіналу            | 3 серпня 2016   | 8     | 16 → 8  |
| 1/4 фіналу            | 21 вересня 2016 | 4     | 8 → 4   |
| 1/2 фіналу            | -               | -     | -       |
| Фінал                 | -               | -     | -       |

## 1/16 фіналу
| Команда 1            | Рахунок | Команда 2                |
| -------------------- | ------- | ------------------------ |
| 13 липня 2016        |         |                          |
| Сіморк (3)           | 0:2     | Районг (2)               |
| Прачуап (2)          | 4:1     | Трат (3)                 |
| Чантхабурі (3)       | 0:5     | Бурірам Юнайтед          |
| Супханбурі           | 3:0     | Крунг Тхорнбурі (3)      |
| Убон УМТ Юнайтед (2) | 0:2     | Ратчабурі                |
| Сукхотхай            | 2:0 дч  | Супер Пауер Самут Пракан |
| Порт (2)             | 1:0     | БЕК Теро Сасана          |
| Чіанграй Юнайтед     | 2:1     | Бангкок Глесс            |
| Нонтхабурі (3)       | 1:0     | Самутсакхон (3)          |
| Чонбурі              | 4:2     | Нонгбуа Пітчая (3)       |
| Накхон Ратчасіма     | 2:0     | Нара Юнайтед (3)         |
| Паттайя Юнайтед      | 1:4 дч  | Муанг Тонг Юнайтед       |
| Чайнат Горнбілл      | 3:1     | Банбинг Юнайтед (3)      |
| Сісакет              | 3:1     | Сонгкхла Юнайтед (2)     |
| Кхонкен Юнайтед (2)  | 3:2     | Чіангмай (2)             |
| Армі Юнайтед         | 3:2     | Крабі (2)                |

## 1/8 фіналу
| Команда 1           | Рахунок | Команда 2        |
| ------------------- | ------- | ---------------- |
| 3 серпня 2016       |         |                  |
| Супханбурі          | 1:0     | Чіанграй Юнайтед |
| Порт (2)            | 2:0     | Сісакет          |
| Районг (2)          | 1:4     | Чонбурі          |
| Чайнат Горнбілл     | 2:1     | Нонтхабурі (3)   |
| Кхонкен Юнайтед (2) | 2:0     | Прачуап (2)      |
| Армі Юнайтед        | 3:4 дч  | Сукхотхай        |
| Муанг Тонг Юнайтед  | 3:1     | Бурірам Юнайтед  |
| Ратчабурі           | 2:1 дч  | Накхон Ратчасіма |

## 1/4 фіналу
Кхонкен Юнайтед був відсторонений від змагань через кримінальне переслідування.
| Команда 1          | Рахунок | Команда 2           |
| ------------------ | ------- | ------------------- |
| 21 вересня 2016    |         |                     |
| Сукхотхай          | 4:0     | Порт (2)            |
| Муанг Тонг Юнайтед | 0:3     | Чонбурі             |
| Чайнат Горнбілл    | 3:2     | Супханбурі          |
| Ратчабурі          | +:-     | Кхонкен Юнайтед (2) |

## 1/2 фіналу
У зв'язку зі смертю короля Пуміпон Адуньядет, Футбольна асоціація Таїланду ухвалила рішення закінчити змагання на стадії півфіналів.
| Команда 1        | Рахунок    | Команда 2       |
| ---------------- | ---------- | --------------- |
| 2 листопада 2016 |            |                 |
| Чонбурі          | скасований | Чайнат Горнбілл |
| Ратчабурі        | скасований | Сукхотхай       |